# センニンソウ
センニンソウ（仙人草、学名：Clematis terniflora DC.）は、キンポウゲ科センニンソウ属に分類されるつる性の半低木（木質の多年草）の1種。属名（Clematis）は「若枝」を意味し、種小名（terniflora）は「3枚葉の」を意味する。和名は痩果に付く綿毛を仙人の髭に見たてたことに由来する。別名が「ウマクワズ（馬食わず）」、有毒植物で馬や牛が絶対に口にしないことを意味する。茎や葉の汁は皮膚炎の原因となる。

## 特徴
茎は長く伸び多岐に分かれて、直径約7 mmの円柱形、緑色で無毛。葉は羽状複葉、小葉は3-7枚（多くは5枚）、ほぼ卵形、先は細まり鈍角、先端が小さく突出し、無毛、長さ3-5 cm。しばしば下部の小葉は2-3片に切れ込むが鋸歯はない。葉柄は曲がりくねって他の物に絡むつる性。枝の先端と葉腋から3出集散状の花序を出し多数の花を付け、しばしば全体として大きな円錐形となる。白色の花は直径2-3 cmで、上を向いて全開する。萼片は4枚（白い花弁のように見えるものは萼片で花弁はない）、倒披針形で、円頭-鋭尖頭、縁に細い毛を密生する。雄蕊は無毛で多数、雌蕊も多数ある。開花時期は8-9月頃。赤褐色の痩果は、長さ7 mmの楕円状卵形で縁は隆起する。花柱は長さ2.5-3 cmで、銀白色の長い毛を密生し、長い羽毛状、宿存し花期後も落ちない。

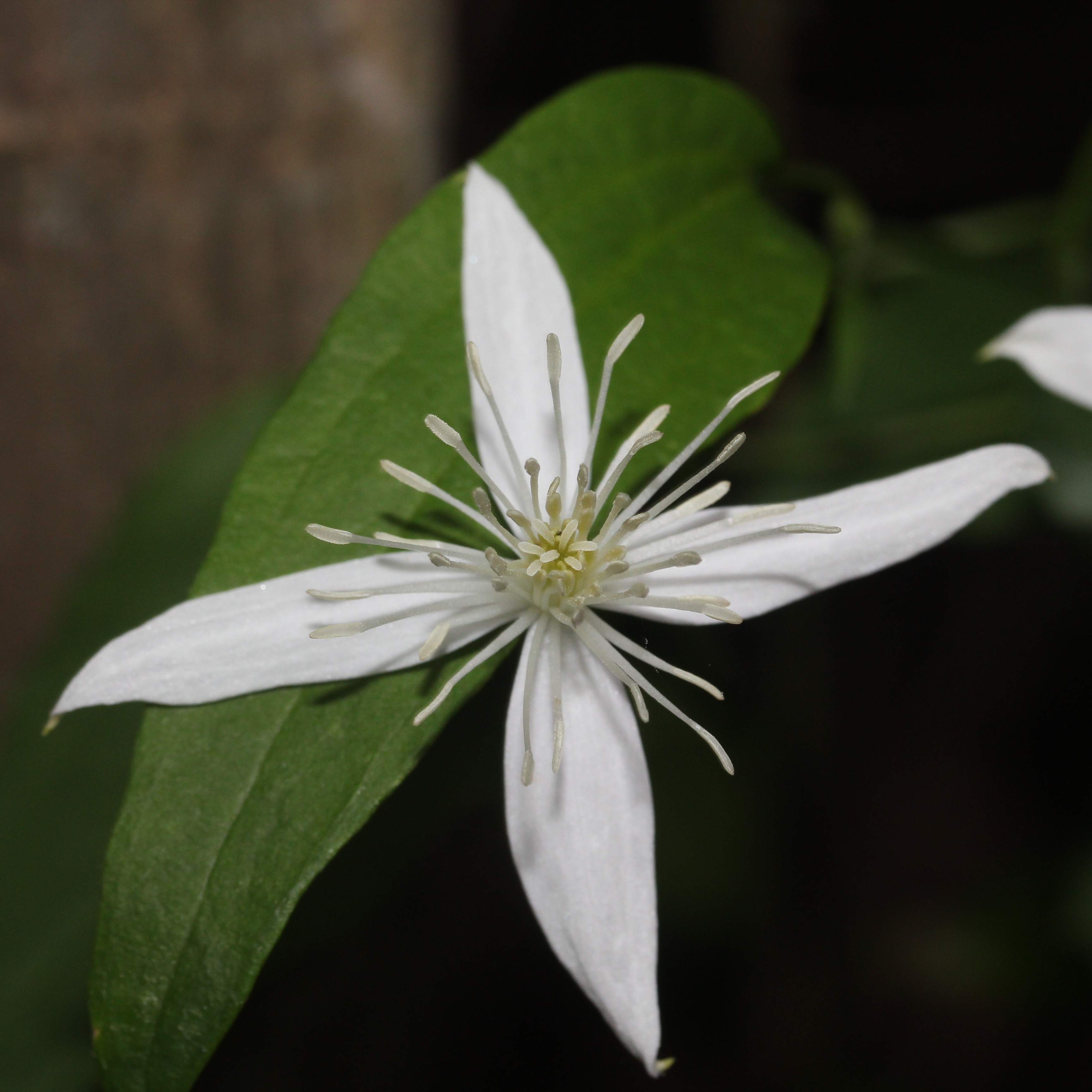
花の細部、4枚の白色の萼片は全開する
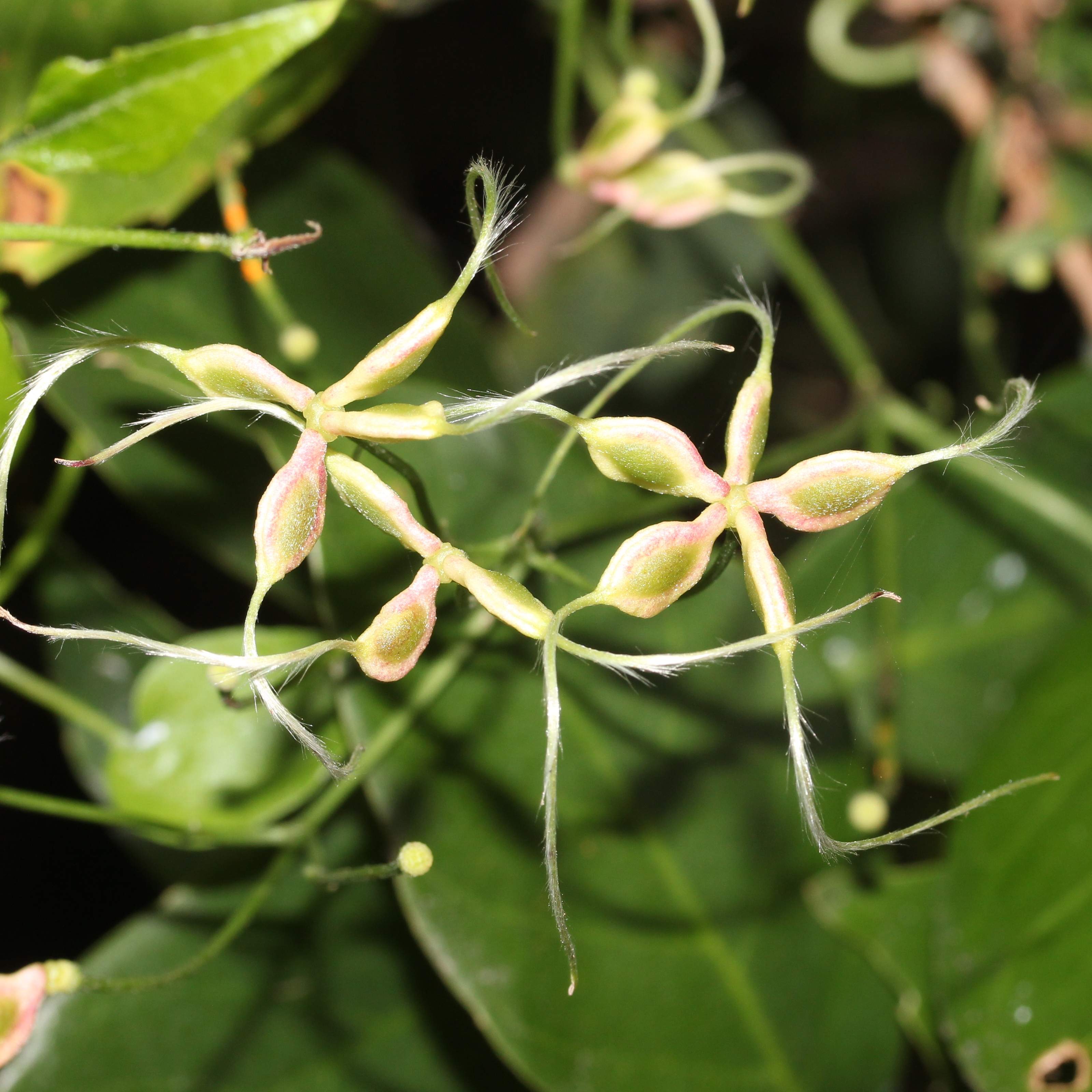
痩果と長い羽毛状の花柱
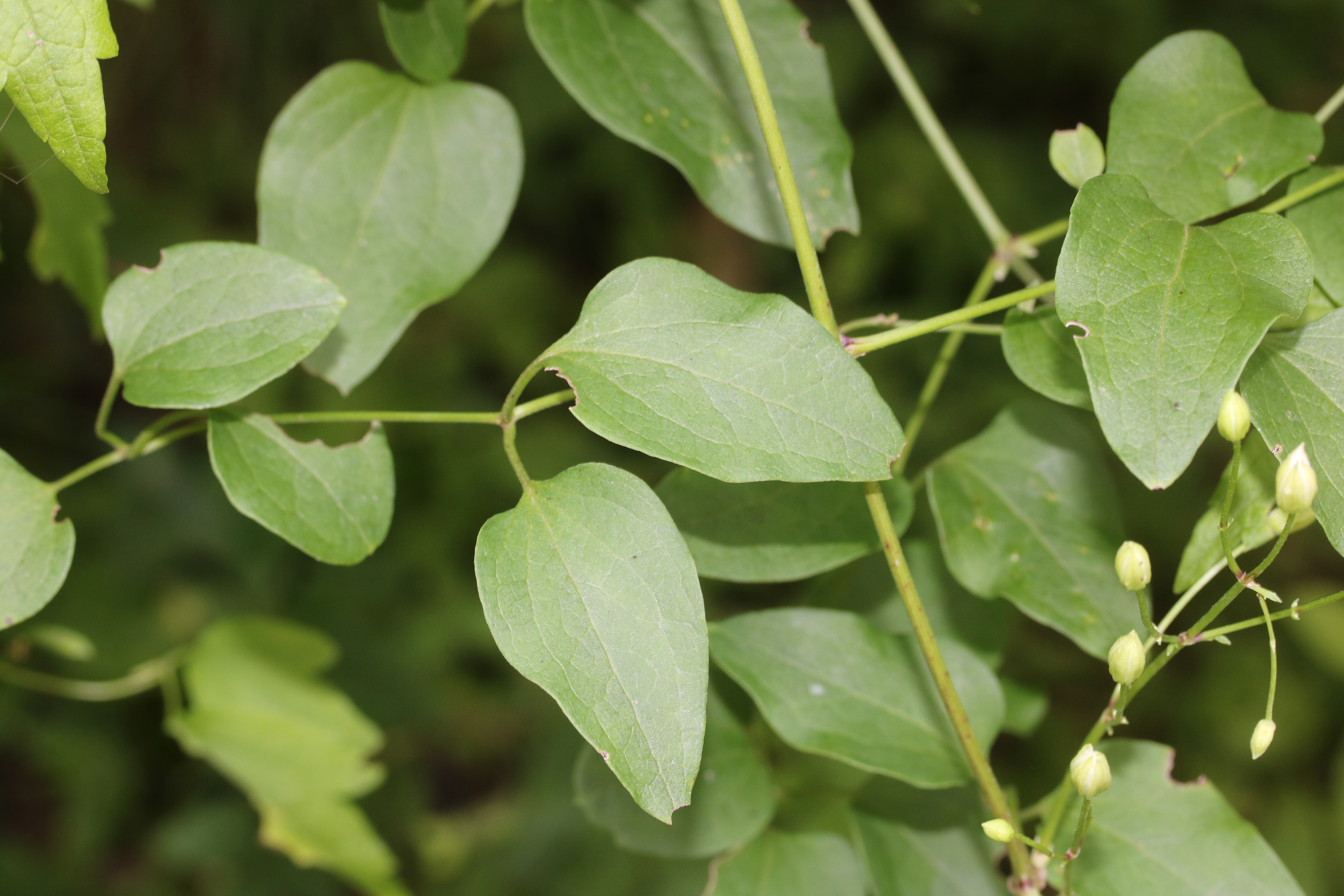
葉は羽状複葉

## 分布と生育環境

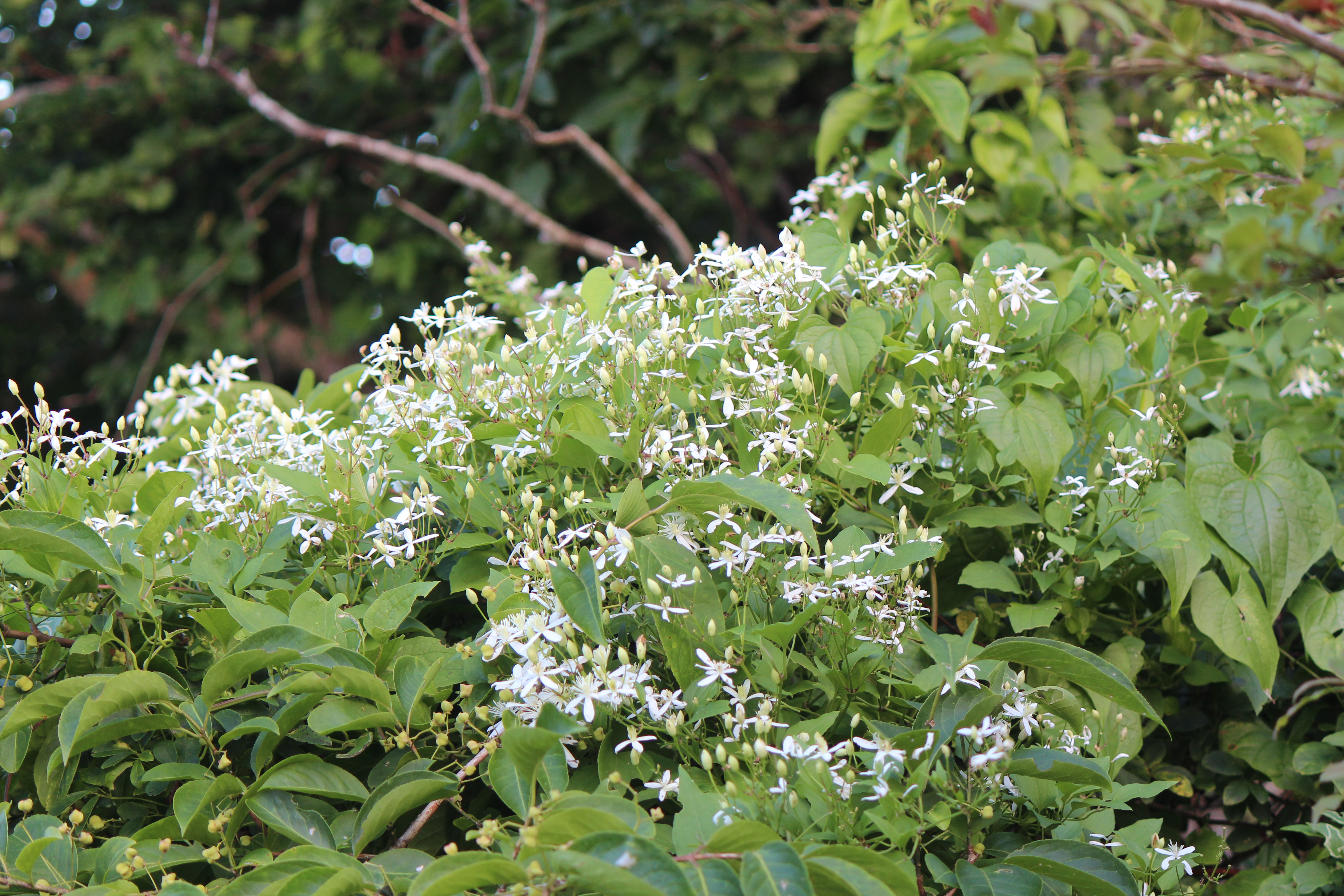
マユミに絡みつくつる性のセンニンソウ、日当たりの良い山野に生育する。

中国中部、台湾、朝鮮半島南部、日本の温帯から亜熱帯の地域に分布する。
日本では北海道南部、本州、小笠原諸島、四国、九州、沖縄に広く分布する。
日当りの良い山野や道端の低木林の林縁に生育する。牧草地に侵入する有害雑草として知られている。

## 分類
センニンソウ属は世界中に300種、日本には20種以上がある。花の美しいカザグルマや、それに類似の花の美しい外国種が栽培され、クレマチスと呼ばれている。

### 変種
以下の変種が知られている。
- C. terniflora DC. var. boninensis (Hayata) W.T.Wang ムニンセンニンソウ[2]
- C. terniflora DC. var. garanbiensis (Hayata) M.C.Chang ガランビセンニンソウ[3]
- C. terniflora DC. var. koreana (Nakai) Tamura ウスバセンニンソウ[4]
- C. terniflora DC. var. terniflora (Rupr.) Ohwi タチセンニンソウ[5]

### 近縁種
日本産のもので、蔓になって小型の花を多数つけるものはセンニンソウまたはボタンヅルの名で呼ばれる。本州での普通種としては本種と花がよく似た種にボタンヅル（Clematis apiifolia）がある。本種は羽状複葉で卵形の葉であるのに対し、ボタンヅルは三出複葉でボタンに似た鋸歯の多い葉をつけるので見分けがつく。
他にセンニンソウと呼ばれるものがあり、代表的なものに以下のような種がある。

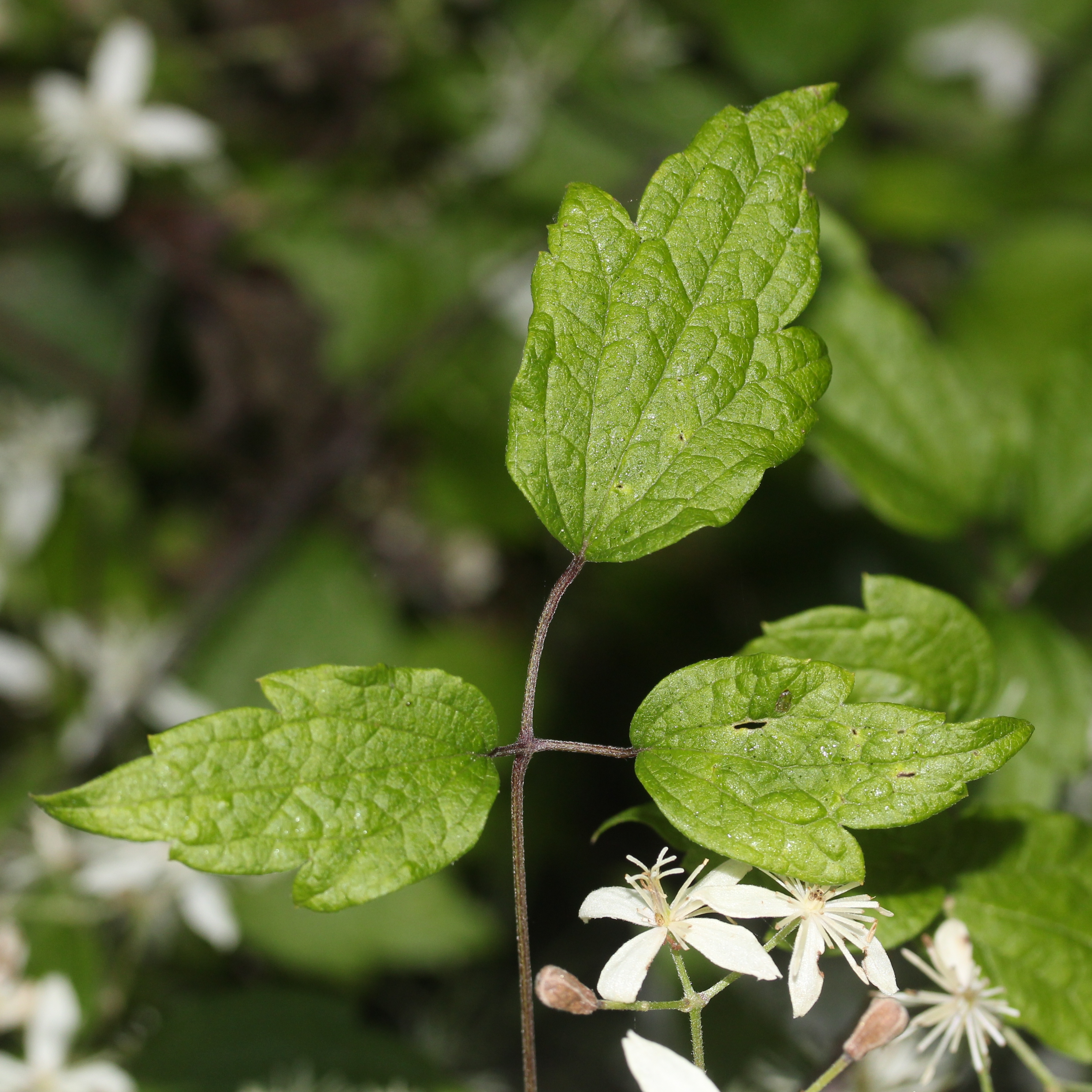
鋸歯の葉のボタンヅル

- キイセンニンソウ C. terniflora DC：センニンソウに似るが、葉が厚くてつやがあり、小葉の基部に関節がある。紀伊半島と九州（熊本県）の固有種。[要出典]
- ヤンバルセンニンソウ C. meyeniana Walp.：屋久島から琉球列島、葉は三出複葉だが関節はない。[要出典]

## 利用
センニンソウの葉を用いて、扁桃炎（扁桃腺炎）の治療を行う民間療法がある（外部リンク参照）。園芸用の植物として利用されている。日本では園芸用クレマチスの台木に利用されることがある。

## 種の保全状況評価
変種のムニンセンニンソウが、環境省による第4次レッドリスト（絶滅のおそれのある野生生物の種のリスト）で、絶滅危惧II類（UV）の指定を受けていて、東京都小笠原諸島部のレッドリストで絶滅危惧II類（UV）の指定を受けている。
絶滅危惧II類 (VU)（環境省レッドリスト）